# Marica Petrović
Marica Petrović (Johovac (Doboj, BiH), 1951.), bosanskohercegovačka kroatistica i kulturna djelatnica Hrvata iz Bosne i Hercegovine.

## Životopis
Rođena je u Johovcu kraj Doboja (BiH) 1951. godine. U Doboju je završila osnovnu školu i gimnaziju. 1974. godine na Filozofskom fakultetu u Sarajevu završila je studij na Odsjeku za historiju jugoslavenske književnosti i hrvatskosrpski jezik. Udovica od 1991. godine. Do 1992. godine zaposlena kao srednjoškolska profesorica. Zatim je neko vrijeme radila u Njemačkoj gdje je dva semestra (1993./1994.) predavala hrvatski ("srpskohrvatski") jezik na sveučilištu u Bayreuthu. Od 1994. je opet u Tuzli gdje 1994. – 1995. je ponovo kao srednjoškolska profesorica u Tuzli. Od 1995. do 2000. godine bila je direktorica Katoličke gimnazije pri KŠC Svetoga Franje u Tuzli. Godine 2001. imenovana je na dužnost savjetnice predsjednika Vlade Tuzlanske županije za poslove u oblasti obrazovanja, odnosno praćenja i koordinacije rada obrazovnih ustanova.
Poslijediplomski studij završila je Na Filozofskom fakultetu u Sarajevu, na Odsjeku za opće jezikoslovlje završila poslijediplomski i magistrirala na radu Fra Rastislav Drljić kao slavist (mentor: prof. dr. Ivo Pranjković). Radi na Tuzlanskom sveučilištu gdje je izabrana na mjesto više asistentice za područje općeg jezikoslovlja. Sudjelovala je na više međunarodnih znanstvenih skupova, i to na Riječkim filološkim danima (2004.), na VII. međunarodnom kroatističkom znanstvenom skupu u Pečuhu (Mađarska) te na XIX. znanstvenom skupu HDPL u Splitu (2005). Doktorirala na Filozofskom fakultetu u Zagrebu na tezi Standardizacijski procesi u jeziku Bosne i Hercegovine u vrijeme Austro-Ugarske monarhije s posebnim osvrtom na jezik časopisa «Nada». Mentor je bio Ivo Pranjković.
Članica je uredništva lokalnoga časopisa Hrvatski glasnik, predsjednica Matice hrvatske u Tuzli te glavna i odgovorna urednica časopisa za književno-jezična, društvena i prirodoznanstvena pitanja koji izlazi u Tuzli Gradovrh.

## Djela
Objavila je znanstvene i/ili stručne radove u časopisima "Bosanski jezik" i "Gradovrh", 2005., u zborniku s Riječkih filoloških dana 6, 2006., i u zborniku radova s VII. međunardonog kroatističkog skupa u Pečuhu.
Napisala je dramski tekst monodrame "Bosanska kraljica". Predstavu je režirao profesor i glumac Vlado Kerošević, a ulogu Katarine Kotromanić Kosače ostvarila je Ivana Milosavljević u sklopu Teatra kabare.

## Vanjske poveznice
- Vijenac  Arhivirana inačica izvorne stranice od 7. rujna 2017. (Wayback Machine) Razgovor: Marica Petrović, sveučilišna profesorica i predsjednica Ogranka Matice hrvatske u Tuzli: Tuzla je i hrvatski grad, Matica hrvatska
- Vijenac  Arhivirana inačica izvorne stranice od 7. rujna 2017. (Wayback Machine) Festival ogranaka Matice hrvatske Tuzla 2012: Osijek, Pečuh, Subotica i Tuzla: Uspješan susret ogranaka
- YouTube Dani Matice hrvatske Tuzla 2016 - Marica Petrovic o planiranim sadrzajima, Tuzlarije
- YouTube Marica Petrović o Danima Matice hrvatske i časopisu Gradovrh, Tuzlarije